# Babysmurf
Babysmurf is de jongste inwoner van het Smurfendorp. Babysmurf komt voor in zowel de stripserie als de tekenfilmserie. Babysmurf werd oorspronkelijk bedacht voor de tekenfilmserie, in een proces waarbij de makers op zoek gingen naar nieuwe personages om nieuwe verhalen te kunnen maken. Hij maakte er zijn debuut in 1983.
Babysmurf is onder andere ingesproken door Paul Winchell en Julie McWhirter Dees in de originele televisieserie De Smurfen, de Nederlandse versie is ingesproken door Corry van der Linden.

## Verhaal
Het is onduidelijk waar Babysmurf nu precies vandaan komt. Babysmurf werd door een ooievaar bij het Smurfendorp gebracht op een nacht met een blauwe maan. Smurfin nam hem in huis om hem te verzorgen. Iedereen in het dorp, met uitzondering van Moppersmurf, was verrukt en blij met de komst van Babysmurf.
De komst van Babysmurf was echter niet de bedoeling. De ooievaar die Babysmurf bij het Smurfendorp bezorgde, kwam enkele dagen later met een brief waarin wordt uitgelegd dat Babysmurf niet voor de smurfen bestemd was. (Waar Babysmurf wel heen had gemoeten is nog nooit bekendgemaakt.) De Smurfen zijn boos dat Babysmurf weg moet, maar leggen zich er bij neer. Moppersmurf die toch van Babysmurf houdt, ontvoerde Babysmurf en verstopte zich in het bos. Moppersmurf kon echter niet goed voor Babysmurf zorgen en nadat ze bijna verdronken op een eilandje keerde hij terug naar het Smurfendorp. Daar gaven de Smurfen met pijn in hun hart Babysmurf terug aan de ooievaar. Het verdriet bij de Smurfen was groot.
De volgende nacht was er echter weer een blauwe maan en werd Babysmurf terugbezorgd bij het Smurfendorp, volgens het begeleidende schrijven vanwege "het grote verdriet" en "de moed en opoffering van Moppersmurf".
Sindsdien maakt Babysmurf deel uit van het Smurfendorp.